# Składowanie
Składowanie – jeden z głównych procesów magazynowych. Polega na zbiorze czynności związanych z umieszczeniem zapasów na powierzchni lub w przestrzeni składowej budowli magazynowej, w usystematyzowany sposób, odpowiednio do istniejących warunków i właściwości zapasów. Składowanie towarów w magazynie wiąże się z podstawową funkcją magazynu, jaką jest ich czasowe przechowywanie.